# Bildinsamling (datorprogram)
Bildinsamling (Image Capture) är ett program från Apple Computer som ingår i Mac OS. Syftet med programmet är att importera bilder från digitalkameror.
Senaste version är 6.0.1 från 15 juni 2010.